# Château de Grésillon
 (janvier 2021).
Si vous disposez d'ouvrages ou d'articles de référence ou si vous connaissez des sites web de qualité traitant du thème abordé ici, merci de compléter l'article en donnant les références utiles à sa vérifiabilité et en les liant à la section « Notes et références ».
Le château de Grésillon, situé sur le territoire de la commune française de Baugé-en-Anjou (Maine-et-Loire), à 250 km au sud-ouest de Paris, entre les villes d'Angers (à 41 km), du Mans et de Tours, est un château du XIXe siècle (1585-1882) et Maison Culturelle de l'Espéranto depuis 1952.
Le château accueille régulièrement des étudiants du monde entier, notamment en été et pendant les vacances scolaires.

## Histoire
Le terrain sur lequel se dresse le château est habité depuis la préhistoire. À quelques centaines de mètres du château se trouve le dolmen néolithique de Pierre Couverte, l'un des mieux conservés de la région et classé monument historique.
Acquis grâce à la souscription de donateurs espérantophones groupés en association sans but lucratif "Kulturdomo de Franclandaj Esperantistoj" fondée en 1951 à l'initiative de Henri Micard, il accueille depuis ce temps des espérantophones de tous pays qui viennent y effectuer des séjours touristiques et culturels. La maison culturelle fonctionne essentiellement au moment des vacances scolaires et propose un programme varié de stages linguistiques et thématiques.
En complément de ses activités liées à l’espéranto, le château accueille également des groupes privées, des rencontres culturelles et des événements festifs. Il a accueilli le stage préparatoire aux Olympiades internationales de mathématiques tous les étés entre 2007 et 2011.

## Rencontres espérantophones actuelles
Les stages et activités proposées se déroulent habituellement sur une semaine. De nombreux stages différents sont proposés, certains sont devenus récurrents :
- fin avril : PRINTEMPaS (« C’est le printemps »), cours intensifs avec pour finalité le KER-ekzameno, examen suivant le CECR (depuis 2010)
- en juillet : Maratona staĝo («Stage marathon »), cours et conférences (depuis 2017)
- en août : Festa semajno (« Semaine festive »), cours pour enfants et jeunes en famille (depuis 2011)
- en été : Échanges de savoirs et de savoir-faire (depuis 2015)
- fin octobre : AŬTUNaS (« C'est l'automne »), cours et programme pour enfants (fin 2012)
- en avril et octobre : AStage de la chorale INTERKANT, chant choral en espéranto (depuis 2017)

## Galerie

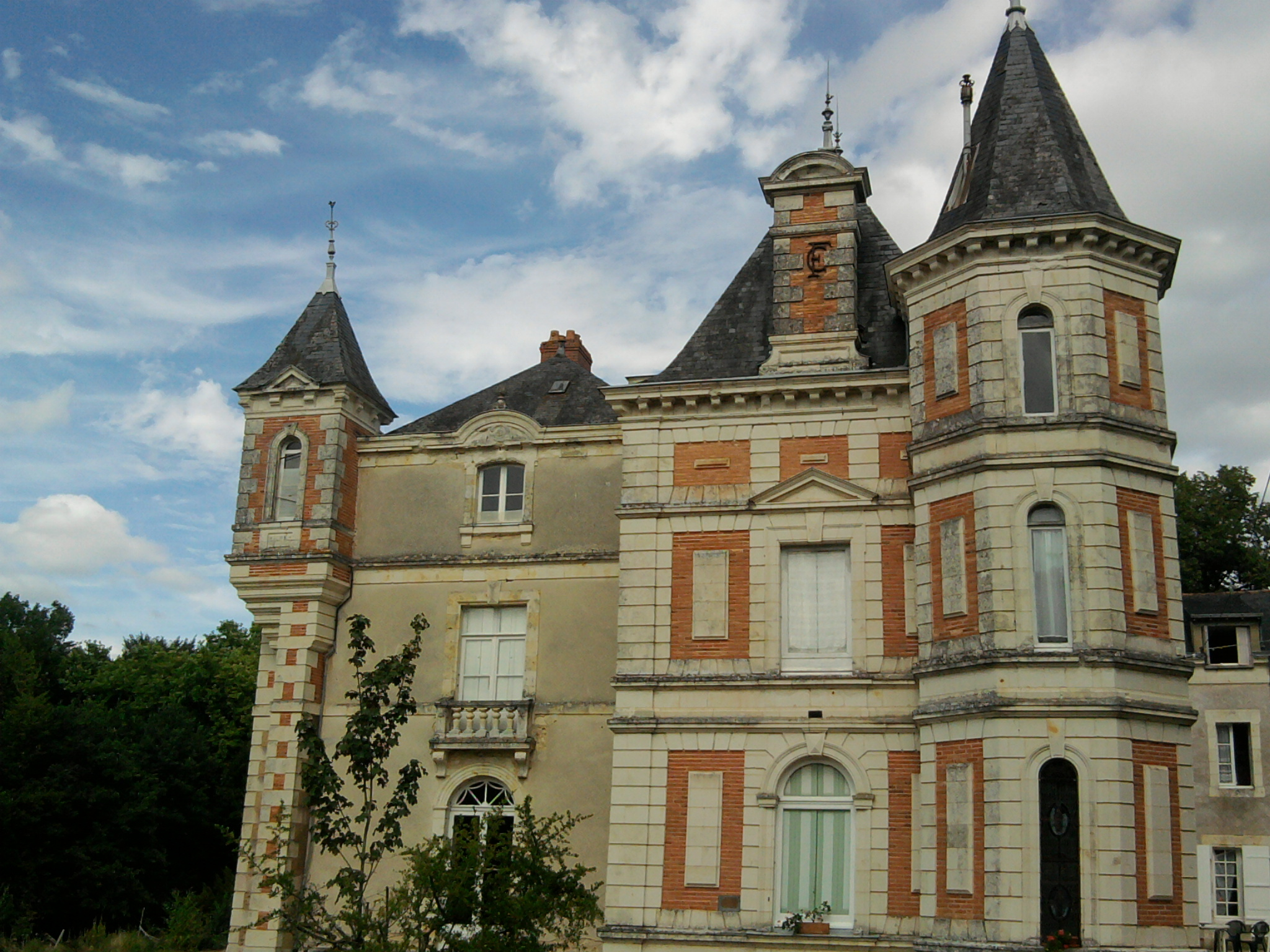
Vue extérieure.
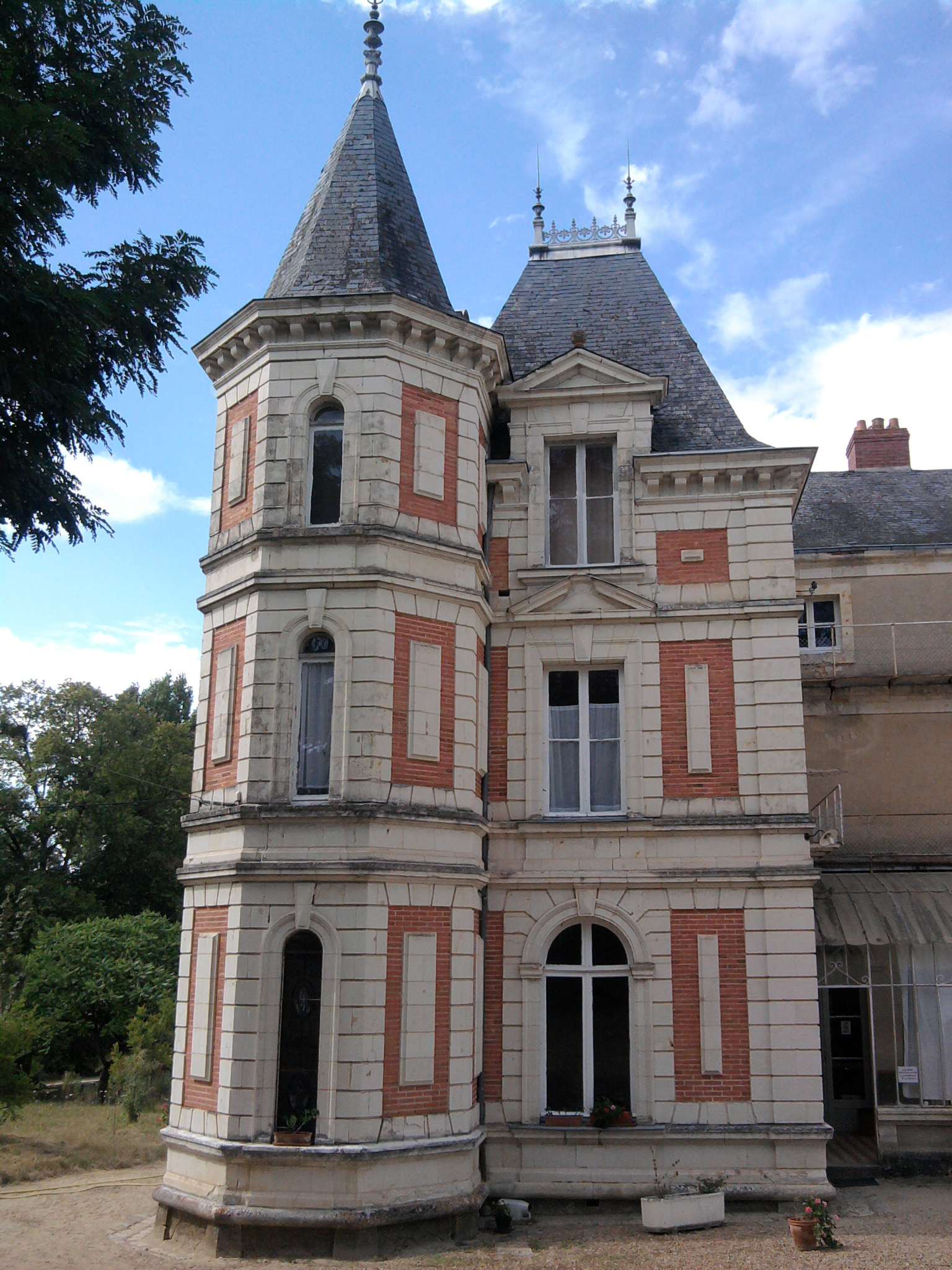
Vue extérieure.